# .gu
.gu is het achtervoegsel van domeinen van websites uit Guam.